# Hesperotettix
Hesperotettix es un género de saltamontes de la familia Acrididae.

## Especies
Este género contiene las siguientes especies:
- Hesperotettix coloradensis Bruner, 1904
- Hesperotettix curtipennis Scudder, 1897
- Hesperotettix floridensis Morse, 1901
- Hesperotettix gemmicula Hebard, 1918
- Hesperotettix nevadensis Morse, 1906
- Hesperotettix osceola Hebard, 1918
- Hesperotettix pacificus Scudder, 1897
- Hesperotettix speciosus Scudder, 1872
- Hesperotettix viridis Thomas, 1872

## Otras lecturas
- Arnett, Ross H. (2000). American Insects: A Handbook of the Insects of America North of Mexico. CRC Press.
- Capinera J.L; Scott R.D.; Walker T.J. (2004). Field Guide to Grasshoppers, Katydids, and Crickets of the United States. Cornell University Press.

- Datos: Q10522913
- Multimedia: Hesperotettix / Q10522913